# Kusgetal

Het kusgetal in twee dimensies is zes, de cirkels liggen in roosterpakking.

Het kusgetal in één dimensie is twee.

In de meetkunde is het kusgetal, contactgetal of Newton-getal in een bepaalde dimensie het maximale aantal bollen van gelijke grootte in die dimensie, die tegen een bol met dezelfde grootte aan kunnen liggen zonder dat de bollen elkaar overlappen. Het getal is bedacht door Isaac Newton.
In drie dimensies is het kusgetal twaalf, in twee dimensies, in het platte vlak is het kusgetal zes (het betreft dan tegen elkaar aan liggende cirkels) en in één dimensie, met lijnstukken die op één lijn tegen elkaar aan liggen, is het twee.
Voor wiskundigen blijkt het lastig om in een Euclidische ruimte met n dimensies, het kusgetal te vinden. Pas in 2008 werd bijvoorbeeld vastgesteld, dat het kusgetal voor vier dimensies 24 is. Voor hogere dimensies zijn wel onder- en bovengrenzen voor het kusgetal bekend.